# Sablons (Żyronda)
Sablons – miejscowość i gmina we Francji, w regionie Nowa Akwitania, w departamencie Żyronda.
Według danych na rok 1990 gminę zamieszkiwało 1210 osób, a gęstość zaludnienia wynosiła 102 osób/km² (wśród 2290 gmin Akwitanii Sablons plasuje się na 357. miejscu pod względem liczby ludności, natomiast pod względem powierzchni na miejscu 939.).